# Marek Antoš
Marek Antoš (* 18. prosince 1979) je český právník, podnikatel a dříve též novinář.

## Život
Již na základní škole začal psát recenze pro počítačový časopis PC World. V roce 1994 se setkal poprvé s Internetem, krátkou dobu byl sysopem na BBS časopisu Bajt a v roce 1996 mu u Computer Pressu vyšla kniha Připojte se k Internetu. Do roku 1997 působil jako redaktor časopisu Connect!, psal do časopisu Computer a na zpravodajském serveru Živě.cz.
S Petrem Tesaříkem založil v únoru 1998 vlastní společnost Internet Info a v dubnu téhož roku spustili server Lupa.cz, zaměřený na aktuální dění českého Internetu. Šéfredaktorem serveru byl od založení do začátku roku 2005. V roce 2001 získal cenu pro internetového podnikatele roku. Kromě vedení společnosti Internet Info dlouhodobě působí také oborových sdruženích SPIR a CZ.NIC.
Na Právnické fakultě Univerzity Karlovy absolvoval v roce 2004 obor Právo (JUDr.) a v roce 2008 Veřejné právo I (Ph.D.), roku 2005 potom na Fakultě sociálních věd politologii (PhDr.). Od roku 2007 vyučuje na katedře ústavního práva Právnické fakulty UK, v roce 2020 se habilitoval v oboru Ústavní právo a státověda a byl jmenován vedoucím katedry. Zabývá se především ústavními problémy politického systému, přezkumem ústavnosti zásahů do sociálních práv, financováním politických stran nebo volbami a volebním právem. V roce 2018 se stal proděkanem pro komunikaci a IT. Působí také jako šéfredaktor odborného časopisu Jurisprudence.